# Петроградська рада робітничих і солдатських депутатів
Петроградська Рада робітничих і солдатських депутатів (Петроградська рада, Петрорада) — колегіальний представницький орган влади створений у Петрограді явочним порядком у дні Лютневої революції 27 лютого (12 березня) 1917, який претендував не тільки на найвищу владу у місті Петрограді, а й на всю владу у Російській імперії.
Безпосереднім попередником Петроградської ради була Робоча група Центрального воєнно-промислового комітету, створена меншовиками в листопаді 1915 року, а також Петербурзька рада робітничих депутатів, що була створена в 1905 році під час Російської революції 1905–1907 років.

## Створення ради
27 січня (9 лютого) 1917 року, за наказом міністра внутрішніх справ Протопопова О. Д., весь керівний склад Робочої групи Центрального воєнно-промислового комітету був заарештований і ув'язнений в Петропавлівській фортеці. Вранці 27 лютого (12 березня) вони були звільнені революційно налаштованими солдатами, після чого було оголошено про проведення виборів робітничих депутатів у той же день.
Збори відбулися на Таврійській площі. На них були присутні від 300 до 500 осіб. Головою виконкому Петроградської ради, що складався з 15 осіб, став Чхеїдзе Микола Семенович — депутат IV Державної думи (лідер фракції соціал-демократів-меншовиків), масон, член Тимчасового комітету Державної думи. Офіційним друкованим органом була обрана газета «Ізвѣстія Петроградскаго Совѣта Рабочіхъ Депутатовъ», яка почала виходити 28 лютого (13 березня) [2]. Наступного дня пройшло пленарне засідання, де були обрані представники фабрик міста, а також офіційно підтверджено участь солдатських представників. У підсумку до Петроградської ради було обрано близько 3000 депутатів, більшість з них були солдатами.

## Виконавчий комітет
Спочатку Петрорада опинилася під контролем меншовиків. У перший склад Виконкому увійшли 15 осіб. Керівники: голова — Чхеїдзе М. С., товариші голови(заступники) — меншовик Скобелєв М. І. і есер Керенський О. Ф. (всі троє члени IV Державної думи).
Березневий склад бюро Виконкому Петроради був наступним: Чхеїдзе М. С., Стєклов Ю. М., Богданов Б. О., Кац-Капелінський М. Ю., Стучка П. І., Красіков П. А., Гвоздьов К. А. [3].
У різний час у виконком Петроградської ради входили: Суханов М. М., Лібер М. І., Соколов М. Д. (секретар), Ерліх Х. М., Дан Ф. І., Церетелі І. Г., Гоц А. Р., Чернов В. М., Фондамінський І. С., Зензінов В. М., Мякотін В. О., Пешехонов О. В., Брамсон Л. М., Знамєнський С. Ф., Станкевич В. Б., Шляпніков О. Г., Залуцький П. А., Козловський М. Ю., Піліпповський В. М., Лазімир П. Є., Чайковський М. В., Олександрович В. О. (Дмитрієвський), Святіцкій М. В., Кротовський К. К., Шехтер К. С. (Гриневич), Скрябін В. М. (Молотов), Джугашвілі Й. В. (Сталін), Рамішвілі І. І., Падерін А. М., Садовський А. Д., Кудрявцев І. А., Баденко В. І., Лінде Ф. Ф., Борисов А. П., Вакулєнко, Клімчінскій.
1 березня (14 березня) 1917 Виконком ухвалив рішення не брати участь у створюваному Тимчасовим комітетом Державної думи уряді.
Голови Виконавчого комітету:
- Чхеїдзе Микола Семенович (з 27 лютого (12 березня) 1917 по 6 вересня (19 вересня) 1917)
- Троцький Лев Давидович (з 6 вересня (19 вересня) 1917 — 1918)
- Зінов'єв Григорій Овсійович (1918–1924)

## Діяльність ради
Використуючи слабкість Тимчасового уряду Петрорада почала вживати заходи для озброєння робітників заводів шляхом створення на підприємствах «загонів робочої міліції». У регіони від Петроради були спрямовані «комісари» для організації на місцях «народних органів влади», за принципом Петроради. Ці кроки фактично почали перетворення Петроради з місцевої на загальноросійську владу, зміцнюючи її претензії на статус носія вищої влади в Росії. Пізно ввечері 1 (14) березня 1917 Петрорадою був прийнятий Наказ № 1, що забороняв виводити з міста запасні полки, розквартировані в Петограді і, таким чином, підпорядкував у «політичному відношенні» Петроградський гарнізон Петрораді. Пізніше саме ці військові частини перетворилися на найдеструктивніший елемент у місті під час наступних подій 1917 року, що започаткувало процесу деморалізації і розкладання Російської армії на фронті.
2 (15) березня 1917 Петрорада офіційно передала державну владу Тимчасовому уряду, незважаючи на протести більшовиків, що були в меншості, але одночасно був створений «наглядовий комітет», завданням якого було відстеження політики Тимчасового уряду. Це стало основою для поступового встановлення двовладдя в країні, внаслідок паралельного існування Петроради і Тимчасового уряду [5].
10 (23) березня 1917 між Петрорадою і Петроградською суспільнотою фабрикантів і заводчиків було укладено угоду про формування фабзавкомів і про введення 8-годинного робочого дня.
В той час, як Тимчасовий уряд втрачав авторитет серед населення, Петрорада, як представницький орган, зміцнювала свої позиції. Саме озброєнні і контрольовані Петрорадою робітники зробили вирішальний вклад у придушення Корніловському заколоту, що також негативно позначилося на авторитеті Тимчасового уряду.

## Більшовизація ради
Поступове збільшення більшовиків у складі Петроради було одним із завдань, сформульованих Леніним у рамках підготовки до соціалістичної революції. З цією метою більшовики організували широку пропагандистську діяльність з вимогою дострокових перевиборів Ради. На виборах 21 серпня 1917 вони вже отримали третину місць. Скориставшись провалом Корніловського заколоту та політичною кризою більшовикам вдалося на пленарному засіданні 31 серпня (13 вересня) 1917 провести свою резолюцію «Про владу», яка вимагала передачу всієї влади в Росії радам, після чого президія Петроради, яка складалася переважно з меншовиків, подала у відставку у повному складі, що призвело 9 (22) вересня 1917 до обрання Льва Троцького головою Петроради. 25 вересня (8 жовтня) 1917 відбулися перевибори виконкому Петроради, на яких більшовики отримали значну більшість.

## У роки Громадянської війни
З жовтня 1917 року Петрорада стала найвищою владою в місті. 17 (30) листопада 1917 при Виконкомі Петроради були створені відділи, що керували різними галузями міського господарства. Після переїзду радянського уряду в Москву в березні 1918 а Петрорада стала називатися Петроградською трудовою комуною, функції Виконкому виконувала Рада комісарів, відділи Виконкому перетворені в комісаріати (освіти, фінансів, агітації та друку, міського господарства, юстиції, продовольства, у справах народного господарства, соціальної допомоги, шляхів сполучення та комісаріат військового округу) . У лютому 1919 Петрорада була відновлена у первісному вигляді.
У роки Громадянської війни(1917–1921) Петрорада здійснювала постачання міста паливом і продовольством, вела боротьбу з епідеміями, після війни займалася відновленням міського господарства та промисловості.
2 серпня 1920 прийнято постанову про злиття губвиконкому та міськвиконкому. Вищим органом місцевого управління став губернський з'їзд Рад робітничих, селянських і червоноармійських депутатів, який скликався двічі на рік. Був створений єдиний виконавчий орган — Губвиконком. Петрорада залишалася вищим органом місцевої влади в Петрограді.
26 січня 1924 після перейменування Петрограда в Ленінград Петрорада отримала нову назву — Ленсовєт .

## Виноски
1. 1 2 3 4 5 6   Авторський колектив Громадянська війна в Росії: енциклопедія катастрофи / Упорядник та відповідальний редактор: Д. М. Володіхін, науковий редактор С. В. Волков. — 1-е. — М.: Сибірський цирюльник, 2010. — С. 27. — 400 с. — ISBN 978-5-903888-14-6.(рос.)
2. ↑  Петроградська трудова комуна